# Sakura Diaries
Sakura Diaries (桜通信, Sakura Tsuushin) é um série OVA de 12 episódios baseado no mangá com o mesmo nome, criado pelo artista de mangá hentai, U-Jin. Sakura Diaries aborda romance, triângulos amorosos e a dificuldade para entrar em uma universidade prestigiada. O animê também pode ser conhecido como Sakura Mail no Brasil por conta da publicação do canal de animês Locomotion que fez a reprodução dessa série no Brasil.

## História
O protagonista, Touma Inaba, é graduado no colegial e está tentando entrar na prestigiada Universidade de Keio. Quando ele vai pegar os exames de aceitação, é atraído por uma linda mulher ruiva chamada Mieko Yotsuba. Enquanto Mieko consegue entrar na Universidade de Keio, Touma não consegue. Quando ele vai tentar contar a verdade para Mieko, envergonhado, mente e diz que conseguiu ser aceito na universidade. Agora ele terá que partir para uma escola "de rejeitados", ainda pretendendo entrar na Keio. O problema é que Touma começa a se sentir atraído por sua prima, Urara Kosuga, e agora ele terá que decidir quem ele ama mais: Mieko ou Urara.

## Personagens
Touma Inaba:  Um estudante de escola preparatória que está com dificuldade de obter o acesso na Universidade de Keio, após inúmeras falhas. Quando ele vai tentar novamente ser admitido, se apaixona à primeira vista (por ele, pelo menos) quando conhece Mieko Yotsuba. Quando ela consegue ser admitida e Touma não, ele decide mentir para ela e dizer que foi aceito. Ele vive com sua prima, Urara Kosuga, a qual está tendo sentimentos por ele e o chama carinhosamente de "Tonma-chan".
Urara Kasuga:  Ela está apaixonada pelo seu querido "Tonma-chan" e, quando ela investiga, descobre que ele está mentindo para Mieko para tentar impressioná-la. Ela pede somente seu amor e respeito para não revelar o segredo de Touma. Ela vive dizendo que seu pai nunca está, pois está sempre trabalho, sempre que Touma pergunta. Mas agora ele tem um trunfo: eles podem ter o apartamento todo para eles mesmos fazerem o que quiser.
Mieko Yotsuba:  Ela é uma ruiva maravilhosa que entra na Universidade de Keio e se torna objeto de desejo de Touma. Ela pode não saber o segredo de Touma, mas ela também seus próprios segredos sobre um pretendente que está vivendo na Europa.
Komi Natsuki:  Melhor amiga de Urara, ela é muita energética e sempre dá conselhos a amiga de como poder declarar seu amor para Touma.